# Kevin Asano
Kevin Asano   (Hawaii, 20 d'abril de 1963) és un judoka estatunidenc, ja retirat, que va competir durant la dècada de 1980.
El 1988 va prendre part en els Jocs Olímpics d'Estiu de Seül, on guanyà la medalla de plata en la competició del pes extra lleuger del programa de judo. Va perdre la final contra el sud-coreà Kim Jae-Yup.
En el seu palmarès també destaquen una medalla de bronze en el Campionat del Món de judo de 1987, una medalla de plata en els Jocs Panamericans de 1987 i una de bronze en els Campionats Panamericans de judo de 1984.
Nascut a Hawaii, es llicencià el 1990 en comptabilitat a la Universitat Estatal de San Jose. Poc després va fundar Pacific Wealth Strategies, una empresa de planificació financera. El 2000 fou inclòs al Hawaii Sports Hall of Fame i el 2008 a l'USA Judo Hall of Fame. El 2008 va publicar la seva autobiografia, Step Onto the Mat: Journey to True Success.